# Herpa eleonora
Herpa eleonora är en fjärilsart som beskrevs av Charles Oberthür 1923. Herpa eleonora ingår i släktet Herpa och familjen bastardsvärmare. Inga underarter finns listade i Catalogue of Life.